# EDGE (関西テレビ)
『EDGE』（エッジ）は、関西テレビで2022年10月21日から2024年12月27日まで、毎週金曜0:25 - 0:55（JST、木曜深夜）に放送されていた深夜ドラマの枠。

## 概要
2022年9月2日に関西テレビが本枠を新設することを発表した。
本枠のタイトルである「EDGE」には斬新、鋭さ、前衛などの意味があり、月曜22時台のドラマとの差別化を図る。
2025年1月から、同時間帯に「カンテレ×FODドラマ」枠が新設され、その第一弾として『未恋〜かくれぼっちたち〜』（関西テレビ・フジテレビ）が放送された。

## 放送リスト

### 2022年
- 合コンに行ったら女がいなかった話（10月21日 - 12月23日）

原作：蒼川なな
出演：七海ひろき、井上想良、瀬戸かずや、小西詠斗ほか

### 2023年
- インフォーマ（1月20日 - 3月24日）

原作：沖田臥竜
出演：桐谷健太、佐野玲於（GENERATIONS from EXILE TRIBE）、森田剛 ほか
- 全ラ飯（4月14日 - 6月30日）

出演：近藤頌利、ゆうたろう ほか

### 2024年
- 極限夫婦（1月19日 - 3月22日）

原作：きづきあきら
出演：松村沙友理、竹財輝之助、岡本玲、桐山漣、北乃きい、平岡祐太 ほか
- 社内処刑人〜彼女は敵を消していく〜（4月19日 - 6月21日）

原作：タナカトモ、作画：つかさき有
出演：中村ゆりか、生駒里奈 ほか
- そんな家族なら捨てちゃえば?（7月19日 - 10月4日）

原作：村山渉
出演：岩本蓮加（乃木坂46）、竹財輝之助 ほか
- デスゲームで待ってる（10月25日 - 12月27日）

原案：上田誠（ヨーロッパ企画）
出演：日向亘、梅澤美波（乃木坂46）、波岡一喜、濱津隆之、美山加恋 ほか